# Companion (Album)
Companion ist ein Album der finnischen Funeral-Doom-Band Skepticism.

## Geschichte
Nach der Live-Aufnahme und Veröffentlichung von Ordeal widmete sich Skepticism dem Songwriting. Auftritte fanden indes sporadisch statt. Die Mitglieder agierten anders als zuvor mit der technischen Begleitung durch Ville Pelkonen in den Sonic Pump Studios in Helsinki. Die Abmischung übernahm der Studiobetreiber Nino Laurenne. Das Mastering übernahm Svante Torbjörn Forsbäck in Chartmakers Studios, ebenfalls in Helsinki. Die Band verzichtete indes auf Gastmusiker. Personelle Veränderungen fanden ebenfalls keine statt. Entsprechend bestand die Gruppe zur Zeit der Aufnahme aus dem Sänger Matti Tilaeus, dem Keyboarder Eero Pöyry, dem Gitarristen Jani Kekarainen und dem Schlagzeuger Lasse Pelkonen.

## Albuminformationen
Companion ist das fünfte Studioalbum der Band. Es wurde am 24. September 2021 über Svart Records als CD und LP veröffentlicht und enthält sechs separate Stücke die eine Gesamtspielzeit von 48:08 Minuten haben. Die Gestaltung übernahm Tuomas A. Laitinen.

### Titelliste
1. Calla 5:51
2. The Intertwined 8:20
3. The March of the Four 10:05
4. Passage 8:14
5. The Inevitable 7:21
6. The Swan and the Raven 8:22

### Stil
Das Album entspricht, dem von der Band bekanntem Funeral Doom, knüpft dabei stilistisch jedoch, mit erhöhter Aufgeräumtheit und dem betonten „Wille zum Song“, an Alloy an. Das Stück Calla ist darüber eher einem Melodic Death Doom, als dem Funeral Doom zuzuordnen. Companion führt den bekannten Klang der Band fort, modernisiert diesen jedoch mit „Klarheit der einzelnen Instrumentalisten bis hin zu kurzen Ruhephasen in The Intertwined in welchen sich mal die behäbig kreisende Gitarre, mal die tragisch-schweren Pianoanschläge solistisch in den Vordergrund stellt“. Dabei nutzt Skepticism eine Dynamik „zwischen der Ruhe unverzerrter Gitarrenanschläge die bis ins folkloristische Anmuten und der Wucht aus Riffing und Brüllgesang,“ im Stück The Inevitable.

## Wahrnehmung
Das Album erhielt erfuhr positive Resonanz. Lediglich vereinzelt wurde Companion als mäßige Veröffentlichung die „mit zu wenig Fingerspitzengefühl“ arrangiert und „derselben Grobschlächtigkeit“ eingespielt sei.

„Zeitlupen-Metal mit Friedhofsatmosphäre gibt es mittlerweile eben nicht mehr nur von Thergothon und SKEPTICISM. Mit der Raffinesse, die Bands wie Shape Of Despair oder Esoteric heute als Maßstab vorgeben, kann das einst wegbereitende Quartett offenbar nicht mehr Schritt halten.“

Andere Rezensenten attestierten der Band eine gelungene Veröffentlichung. Selbst weniger überschwängliche Besprechungen räumten ein, dass Companion „ein perfektes Beispiel“ für die von „Hingabe geprägte“ Band sei, deren Niveau und Klang „unmöglich zu replizieren“ sei. So schrieb Andreas Schiffmann für das Rock Hard Companion sei ein Album, das alle Stärken der Gruppe „bündelt und die dem Genre innewohnenden Schwächen - Langatmigkeit - weitgehend vermeidet. An ‚Companion‘ wirkt nichts zu breit ausgewalzt, sofern man Musik generell nicht nur konsumiert, sondern buchstäblich in sich aufsaugt.“ In weiteren Rezensionen hieß es Companion erweise sich als „ein wirklich gut gelungenes Funeral-Doom-Werk einer hörbar erfahrenen Band, das Genregänger sicherlich erfreuen wird, da es die typischen Genre-Elemente durchaus kreativ auslegt“ oder zumindest als „durchaus überdurchschnittliches, aber […] nicht herausragendes Album“. Entsprechend variierten die internationalen Beurteilungen von einem Album, das sich als durchschnittlich in der Diskografie der Band erweise, bis zu einem, das zu den besten des Genres zu rechnen sei.

„For the past three decades, the pioneering “funeral doom” group has conjured the raw essence of eternal torment with punishingly slow tempos, fugue-like church organ, and vomited vocals. When these Finns do it right, such as on their sixth album, Companion, the results are both captivating and transcendent.“

„In den letzten drei Jahrzehnten hat die bahnbrechende „Funeral Doom“-Gruppe die rohe Essenz ewiger Qual mit schmerzhaft langsamen Tempi, fugenartiger Kirchenorgel und erbrechendem Gesang beschworen. Wenn diese Finnen es richtig machen, wie auf ihrem sechsten Album Companion, sind die Ergebnisse sowohl fesselnd als auch transzendenierend.“